# لوسیوس سرگیوس کاتیلین
لوکیوس سرگیوس کاتیلینا (به لاتین: Lucius Sergius Catilina) یکی از سیاستمداران روم در قرن اوّل پیش از میلاد بود که برای سرنگون کردن جمهوری روم و مخصوصاً از میان برداشتن قدرت «سنا»ی این کشور، با عوام فریبی، عدّه‌ای ناراضی را به دور خود جمع کرد و دست به کودتا زد (توطئه کاتیلینا)، امّا موفق نشد.